# Neomeđena građa
Neomeđena građa (engl. continuing resource), publikacija, na bilo kojem mediju, koja se izdaje tijekom nekog razdoblja bez unaprijed utvrđenog kraja izlaženja. Takva se publikacija uobičajeno objavljuje u uzastopnim sveščićima ili integrirajućim jedinicama koje uglavnom imaju brojčane i/ili kronološke oznake.
Neomeđena građa obuhvaća serijske publikacije i tekuću integrirajuću građu. Informacijsko-komunikacijska tehnologija uzrokovala je pojavu građe na novim medijima i nova svojstva koju ima novonastala građa. Iz tog razloga stvara se 2002. godine novi termin neomeđena građa kako bi se obuhvatilo nove vrste građe kao npr. baze podataka koje se osuvremenjuju, ali i tradicionalne serijske publikacije. Standard koji se u knjižničarstvu koristi za obradu serijskih publikacija i neomeđene građe je ISBD(CR) – Međunarodni standardni bibliografski opis serijskih publikacija i druge neomeđene građe (2005.). Neomeđenoj građa bez obzira na kojem je mediju, dodjeljuje se ISSN broj. 

## Vanjske poveznice
ISSN ured za Hrvatsku  Arhivirana inačica izvorne stranice od 9. kolovoza 2010. (Wayback Machine)